# Паметник на загиналите във войните (Кресна)
Паметникът на загиналите във войните е монумент в чест на загиналите български войници в Балканската (1912-1913), Междусъюзническата (1913) и в Първата световна война (1915-1918), разположен в град Кресна, България.

## Местоположение
Паметникът се намира в квартал „Спирката“, където е и църката костница „Свети Иван Рилски“, близо до републиканския път I-1.

## История
Паметникът е издигнат от полковник Влайко Байчев, който е част от щаба на генерал Георги Тодоров, за да отбележи боевете, които българската войска води със Струмския корпус по време на Балканската война в 1912 година и с настъпващите гръцки войски на генерал Виктор Дусманис в Битката за Кресненския пролом през Междусъюзническата война в 1913 година.
Паметникът представлява пирамида, висока 5 m и със страна 4 m, на чиито четири страни има четири плочи с надписи. На първата от тях четем: „Базисенъ 2° Армейски-Магазинъ При Мостъ Сали-Ага Съграденъ отъ Полк. В. Байчевъ“; на втората: „Споменъ отъ Общата Европейска ВОЙНА 1915 – 1916“. След Деветосептемврийския преврат в 1944 година надписите на другите две плочи са заличавани -  на третата личи надпис „При Царуването на ФЕРДИНАНДЪ Iви …“, а текстът на четвъртата е унищожен напълно. На върха на пирамидата е имало кръст за храброст, който също изчезва при поругаването на паметника.
Паметникът е преместен на  десетина метра от първоначалното си разположение.
В 2009 година община Кресна иска 10 000 лева от министерството на финансите и от това на войната, за да се възстанови кръстът за храброст, да се озелени районът и да се изградят алеи и пейки.
Паметникът е включен в Регистъра на военните паметници в България.